# Terrorisme en 1955

## Événements

### Avril
- 11 avril, Indonésie : un avion transportant des officiels et des journalistes à la conférence de Bandoung explose en vol. Sur les onze passagers et huit membres d'équipage présents à bord de l'appareil, seules trois personnes survivent. Cet attentat a probablement été perpétré perpétré par un agent du Guomindang[1].